# جاست کاز ۲
جاست کاز ۲ (به انگلیسی: Just Cause 2) یک بازی ویدئویی در سبک اکشن-ماجراجویی است که در سال ۲۰۱۰ برای پلی‌استیشن ۳، ایکس‌باکس ۳۶۰ و مایکروسافت ویندوز به بازار عرضه شد. سازندهٔ این بازی استودیو آوالانچ است و آیدوس ناشر و اسکوئر انیکس توزیع‌کنندهٔ آن به‌شمار می‌رود. این بازی ادامهٔ بازی جاست کاز است که در سال ۲۰۰۶ میلادی به بازار آمد.
فضای این بازی در جزیرهٔ خیالی پانائو می‌گذرد، جایی در آسیای جنوب شرقی با مساحت ۴۰۰ مایل مربع. ریکو رودریگز شخصیت اصلی بازی آهنگ برانداختن پانداک بیبی پانای دیکتاتور اهریمنی جزیره را دارد.
البته بازیکن تمامی مأموریت‌ها را با نظارت تام شدلون، رئیس خود انجام می‌دهد.